# Cremastus convexus
Cremastus convexus là một loài tò vò trong họ Ichneumonidae.